# جهان شاه
مُظفَّر الدين جهان شاه بن يُوسُف (بالأذرية: Müzəffərəddin Cahanşah xan)‏، ولد في 1397 في ماردين في تركيا،كان شاعر وزعيم سلالة أوغوز الأتراك قراقويونلو في أذربيجان وآران الذي حكم حول (1438 - 1467). خلال فترة حكمه، تمكن من توسيع أراضي قراقويونلو إلى أقصى حد، بما في ذلك شرق الأناضول، ومعظم العراق الحالية ووسط إيران وحتى كرمان في نهاية المطاف. كما أخضع الدول المجاورة. كان واحدا من أعظم حكام كارا كويونلو. كما زُعم أنه مولع بالشرب والترفيه. خلال فترة حكمه، قام جهان شاه بتأسيس مدرستي غوك ومظفرية في العاصمة تبريز، وتوفي في 11 نوفمبر 1467 في موش في تركيا.

## وصلات خارجية
- جهان شاه على موقع الموسوعة البريطانية (الإنجليزية)